# Бор-Бельково
Бор-Бельково (рос. Бор-Бельково) — присілок в Печорському районі Псковської області Російської Федерації.
Населення становить 1 особу. Входить до складу муніципального утворення Муніципальне утворення Печори.

## Історія
Від 2015 року входить до складу муніципального утворення Муніципальне утворення Печори.

## Населення
| 2002 | 2010 |
| ---- | ---- |
| 8    | ↘1   |